# BBC News
A BBC News (vagy más néven a BBC News Channel) egy hírcsatorna az Egyesült Királyságban. A csatorna BBC News 24 néven indult 1997. november 9-én. Versenytársa a Sky News.
Nyugat-Londonból, a BBC Broadcasting House-ban (korábban BBC Television Centre-ből) sugározzák az adást. A Royal Television Society 2006-ban és 2009-ben az év hírcsatornájának választotta.

## Műsorok
- Hírek (minden órában)
- BBC News at Five
- Sporthírek
- Üzleti hírek

## Bemondók
- Simon McCoy,
- Carrie Gracie,
- Matthew Amroliwala,
- Jane Hill,
- Jon Sopel,
- Emily Maitlis,
- Louise Minchin,
- Huw Edwards,
- Ben Brown,
- Joanna Gosling,
- Chris Eakin

## Fordítás
Ez a szócikk részben vagy egészben  a   BBC News (TV channel) című angol Wikipédia-szócikk fordításán alapul.  Az eredeti cikk szerkesztőit annak laptörténete sorolja fel. Ez a jelzés csupán a megfogalmazás eredetét és a szerzői jogokat jelzi, nem szolgál a cikkben szereplő információk forrásmegjelöléseként.

## Külső hivatkozások
- A BBC honlapja